# Spugna perineale
La spugna perineale è un cuscino spugnoso composto da tessuti e vasi sanguigni che si trovano nella zona inferiore genitale delle donne, precisamente localizzata all'interno del perineo tra l'apertura vaginale e il retto.

## Funzioni
La spugna perineale è composta da tessuto erettile; durante l'aumento di volume, diventa gonfio di sangue comprimendo l'esterno della vagina insieme ai bulbi vestibolari e alla spugna uretrale, restringendo il canale vaginale e creando una stimolazioni supplementari per il pene.

## Stimolazione sessuale
La spugna perineale è un tessuto erogeno che comprende un gran numero di terminazioni nervose e può quindi essere stimolato attraverso la parete posteriore della vagina o la parete superiore del retto. In riferimento al punto G, questa zona viene talvolta chiamata punto PS (dall'inglese PS-spot, "punto della spugna perineale").